# Karl Habets
Karl Habets (* 16. Januar 1928; † 30. Dezember 2013) war ein deutscher Fußballspieler. Der Defensivspieler absolvierte bei Preußen Dellbrück und Bayer 04 Leverkusen in der damals erstklassigen Fußball-Oberliga West von 1947 bis 1956 insgesamt 203 Ligaspiele, in denen er sechs Tore erzielte. In der Saison 1949/50 wurde der Verteidiger mit Preußen Dellbrück Vizemeister der Oberliga West.

## Laufbahn als Fußballer
Mit dem 1. Platz 1946/47 in der Rheinbezirk-Liga Staffel 2 und dem 3. Rang in der anschließend ausgespielten Verbandsmeisterschaft qualifizierte sich Preußen Dellbrück für die ab 1947/48 startende Oberliga West. Am ersten Oberligaspieltag, den 14. September 1947, trat Dellbrück bei Fortuna Düsseldorf an und verlor mit 2:4. Der 20-jährige Habets stürmte dabei auf Rechtsaußen. Im Rundenverlauf kam er auf 15 Ligaeinsätze und erzielte fünf Tore. Bester Torschütze der Preußen wurde mit 14 Treffern Josef „Jupp“ Schmidt. Durch den 3:0-Heimerfolg am 18. April 1948 gegen die TSG Vohwinkel 80 erreichten die Preußen mit jeweils 19:29 Zählern den Punktegleichstand. Es kam deshalb zu einem Entscheidungsspiel zwischen diesen zwei Mannschaften zur Ermittlung des dritten Absteigers. Erst im vierten Spiel fiel mit einem 1:0 nach Verlängerung die Entscheidung zu Gunsten von Vohwinkel, Dellbrück trat den Weg in das Amateurlager an.
In der Rheinbezirk Bezirksliga Gruppe 1 erreichte die Mannschaft vom Stadion „Et Höffje“ an der Bergisch-Gladbacher-Straße 1948/49 den zweiten Rang, gewann mit 4:3 nach Verlängerung das Spiel um den 3. Platz gegen den SC West Köln in der Verbandsmeisterschaft Rheinbezirk und war damit für die Relegationsspiele zur Oberliga West qualifiziert. In der Gruppe 1 setzte sich Dellbrück jeweils mit 2:1 gegen die SpVgg Herten und Fortuna Düsseldorf durch und kehrte damit unmittelbar in die Oberliga West zurück.
Den Schwung der Relegation nahm Dellbrück mit in den Start der Oberligarunde 1949/50. Mit 6:0 Punkten fing die Runde an, mit 18:12 Punkten belegte man nach der Hinrunde den 3. Rang. Habets bildete zusammen mit Hans Paffrath vor Torhüter Fritz Herkenrath das Verteidigerpaar. Das letzte Auswärtsspiel wurde zwar mit 0:6 bei Preußen Münster am vorletzten Spieltag überraschend hoch verloren, mit dem 4:1-Heimerfolg am letzten Rundenspiel, den 7. Mai 1950, gegen die Gäste aus Würselen erreichte Dellbrück mit 39:21 Punkten die Vizemeisterschaft. Lokalrivale 1. FC Köln verlor mit 2:3 bei Alemannia Aachen und musste sogar noch Rot-Weiss Essen mit 33:19 Punkten an sich vorbeiziehen lassen. Damit zog der SC Preußen in die Endrunde um die deutsche Fußballmeisterschaft ein. Habets hatte unter Trainer Kurt Winkler 28 Rundenspiele absolviert.
In der Endrunde musste der Westvize zuerst am 21. Mai in Koblenz gegen den Zweiten der französisch besetzten Zone, den SSV Reutlingen, antreten. Linksaußen Walter Severin entschied in der Verlängerung mit seinem Treffer das Spiel mit 1:0 für Dellbrück. Mit Herkenrath im Tor, Habets und Paffrath in der Verteidigung sowie mit der Läuferreihe Willi Schlömer, Heinz Schlömer und Hermann Drost hielt die Defensive stand; so konnte mit einem Tor das Spiel für Dellbrück entschieden werden. Am 4. Juni wartete dann in Frankfurt am Main der amtierende Deutsche Meister VfR Mannheim auf Preußen Dellbrück. Vor 40.000 Zuschauern im Waldstadion entschied Drost mit seinem Treffer zum 2:1 die Partie für Dellbrück, für den Titelverteidiger aus Mannheim um Rudolf de la Vigne, Kurt Keuerleber, Franz Islacker und Ernst Langlotz war die Endrunde zu Ende. Das Halbfinalspiel fand am 11. Juni in Stuttgart statt. Gegner waren die Kickers Offenbach, die sich in der Zwischenrunde mit 3:2 gegen den Hamburger SV durchgesetzt hatten. Die Stürmerreihe der Elf vom Bieberer Berg mit Gerhard Kaufhold, Horst Buhtz, Emil Maier, Heinz Baas und Willi Weber drängte den Hessen die Favoritenrolle zu. Der spätere Nationaltorhüter Herkenrath hielt aber alles, was durch die gute Preußen-Defensive auf das Dellbrücker Tor durchkam. Nach 120 Minuten trennte man sich mit 0:0; das Wiederholungsspiel fand am 18. Juni im Niederrheinstadion in Oberhausen statt. Dellbrück, das ohne den treffsicheren Angreifer Kurt Hardt die Endrunde bestreiten musste, geriet bereits in der 1. Spielminute vor 45.000 Zuschauern in Rückstand. In der zweiten Halbzeit setzte sich Offenbach dann endgültig mit zwei weiteren Treffern zum 3:0-Sieg durch und zog in das Endspiel ein. Für Habets und die Preußen war der Halbfinaleinzug um die deutsche Fußballmeisterschaft 1950 der größte Erfolg der Vereinsgeschichte.
Es folgte noch die Runde 1950/51 mit Dellbrück, wo Habets auf weitere 23 Ligaspiele (1 Tor) kam und die Preußen den achten Rang belegten. Zur Saison 1951/52 nahm er das Angebot von Bayer 04 Leverkusen an wechselte zum Zweitligameister und Oberligaaufsteiger.
Mit einem 5:3-Auswärtserfolg bei Spfrde. Katernberg startete der Oberligaaufsteiger Leverkusen am 19. August 1951 in die Runde; Habets lief dabei als rechter Verteidiger vor Torhüter Fredy Mutz auf. Am fünften Spieltag, den 16. September, gab es einen weiteren 1:0-Auswärtserfolg bei seinem Heimatverein Dellbrück. Gemeinsam mit Mutz, Hans Frömmel, Walter Nußbaum und Franz Wichelhaus absolvierte Habets alle 30 Rundenspiele. Leverkusen belegte am Rundenende den 6. Tabellenrang. In der vierten Runde in Leverkusen, 1954/55, spielt Habets mit dem Team aus dem Ulrich-Haberland-Stadion sogar an der Tabellenspitze mit. Mit 36:24 Punkten belegt Bayer den 3. Rang. Habets absolvierte unter Trainer Josef Kretschmann an der Seite von Mitspielern wie Mutz, Leo Bering (8 Tore), Josef Cesar, Waldemar Langwagen, Nußbaum (11 Tore), Horst Schultz (10 Tore) und Fritz Thiede (13 Tore) 22 Ligaeinsätze. Der 4:0-Heimerfolg am 10. April 1955 vor 16.000 Zuschauern gehörte zu den besonderen Auftritten in dieser Runde, wozu auch das 2:2-Heimremis gegen den unmittelbaren Konkurrenten um den 2. Platz, den SV Sodingen, am 17. April vor 18.000 Zuschauern zählt. Völlig überraschend stieg Leverkusen in der Saison danach, 1955/56, in die 2. Liga West ab; Verteidiger Habets war nochmals in 26 Rundenspielen für Bayer zum Einsatz gekommen. Auch ein junger Stürmer namens Udo Lattek kam in sechs Spielen zum Einsatz und erzielte für den Absteiger zwei Tore.
Habets ging noch in die 2. Liga mit, kam 1956/57 beim Erreichen des 4. Ranges unter Trainer Emil Melcher auf 17 Zweitligaeinsätze und beendete im Sommer 1958 seine Spielerkarriere.